# کوه گده
کوه گده (Gunung Gede، به معنای کوه بزرگ در زبان سوندایی) یک آتشفشان چینه‌ای در غرب جاوه اندونزی است. کوه گد ۳٬۰۰۸ متر بالاتر از سطح دریا واقع شده‌است.
این آتشفشان دارای دو قله است، یکی به نام کوه گده و قله دیگر کوه پانگرانگو. سه شهر بزرگ، سیانجور، سوکابومی و بوگور، به ترتیب در شرق، جنوب و شمال غرب این مجموعه آتشفشانی قرار گرفته‌اند. هفت دهانه در این مجموعه قرار دارد: بارو، گوموروه (۲۹۲۷ متر)، لانانگ (۲۸۰۰ م)، کاوه لوتیک، راتو (۲۸۰۰ متر)، سلا (۲۷۰۹ متر) و وادون (۲۶۰۰ م). فعالیت‌های آتشفشانی تاریخی در این محل از قرن شانزدهم ثبت شده‌است. با ادغام و رشد جاکارتای بزرگ با آن ۳ شهر، یک رشد متراکم حومه‌ای حاشیه‌های آتشفشان را فراگرفته است که تقریباً ۴ میلیون نفر در آن زندگی می‌کنند. گده اگرچه به عنوان یکی از آتشفشان‌های دهه ذکر نشده‌است یا تصور نمی‌شود فوران‌های بزرگ ایجاد کند، اما در صورت بروز چنین رویدادی، جمعیت عظیم اطراف آن آسیب فراوانی متحمل خواهند شد.

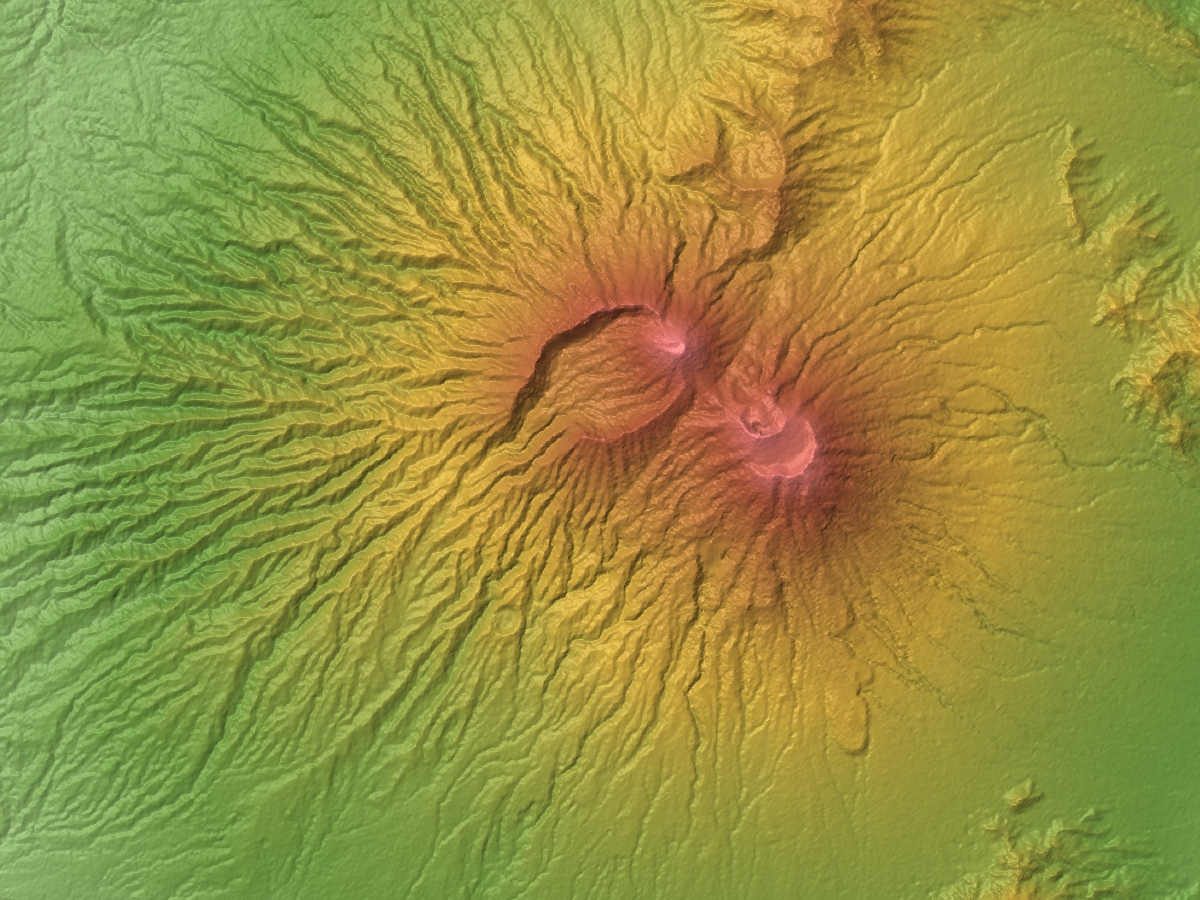
نقشه ناهمواری‌های کوه گده.